# 蝙蝠炸弹

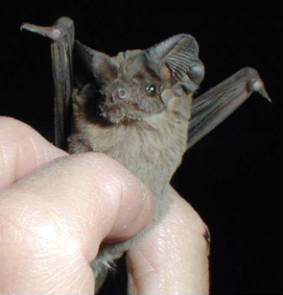
蝙蝠炸弹的载体，墨西哥无尾蝙蝠

蝙蝠炸弹是美军在二战期间进行的一项非常规武器研究计划，该计划耗资200万美金。设计人员设想在蝙蝠身上加装小型炸弹充当爆破手，用轰炸机空投到日本本土轰炸日本城市。

## 背景
“蝙蝠炸弹”计划是1942年由一名叫做莱特尔·亚当斯的牙科医生于向美国军方提出来的，并得到美国军方的采纳。

## 设计

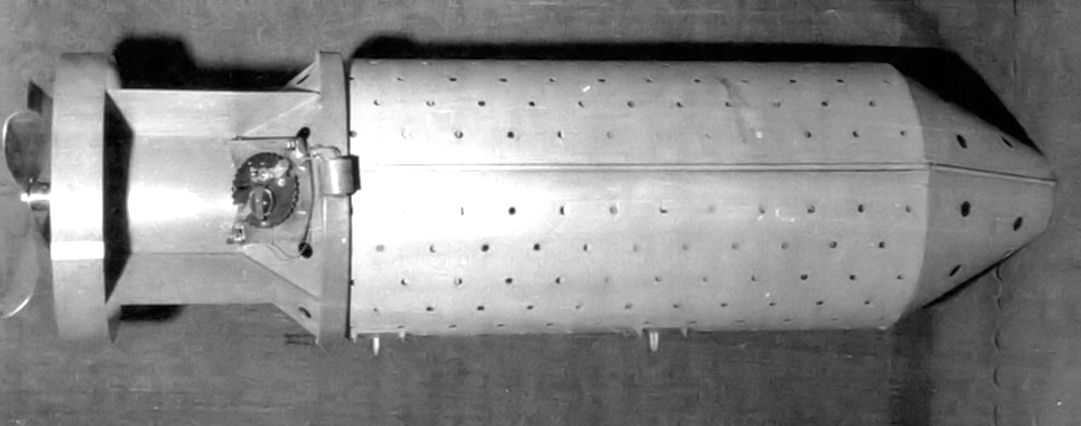
投掷蝙蝠炸弹的弹箱

蝙蝠炸弹由墨西哥无尾蝙蝠作为炸弹载体，其设计原理非常简单。
- 将燃烧弹装置安在墨西哥游离尾蝠身上，然后将蝙蝠放入冷冻贮藏器内使它们处于冬眠状态，以保证它不会在运输过程中爆炸。
- 由B-29轰炸机来将贮藏器投掷到日本国土上。当昏昏欲睡的蝙蝠从冷藏器中被弹出来后，慢慢从冬眠状态中苏醒过来。
- 破晓的时候，蝙蝠便会潜入建筑物。在定时器引爆“迷你”炸弹之后，这些勇敢的蝙蝠也就完成了自己的使命。

按照设想，由于二战期间日本本土的建筑都是木质的，一架飞机装载的“蝙蝠炸弹”便可造成4700多处燃烧点，而一般炸弹顶多只能造成400处燃烧。释放这种蝙蝠，它们会栖息在敌人城市的基础设施中。在一个特定的时间，所有的蝙蝠都会爆炸，烧毁整个城市。

## 实验效果

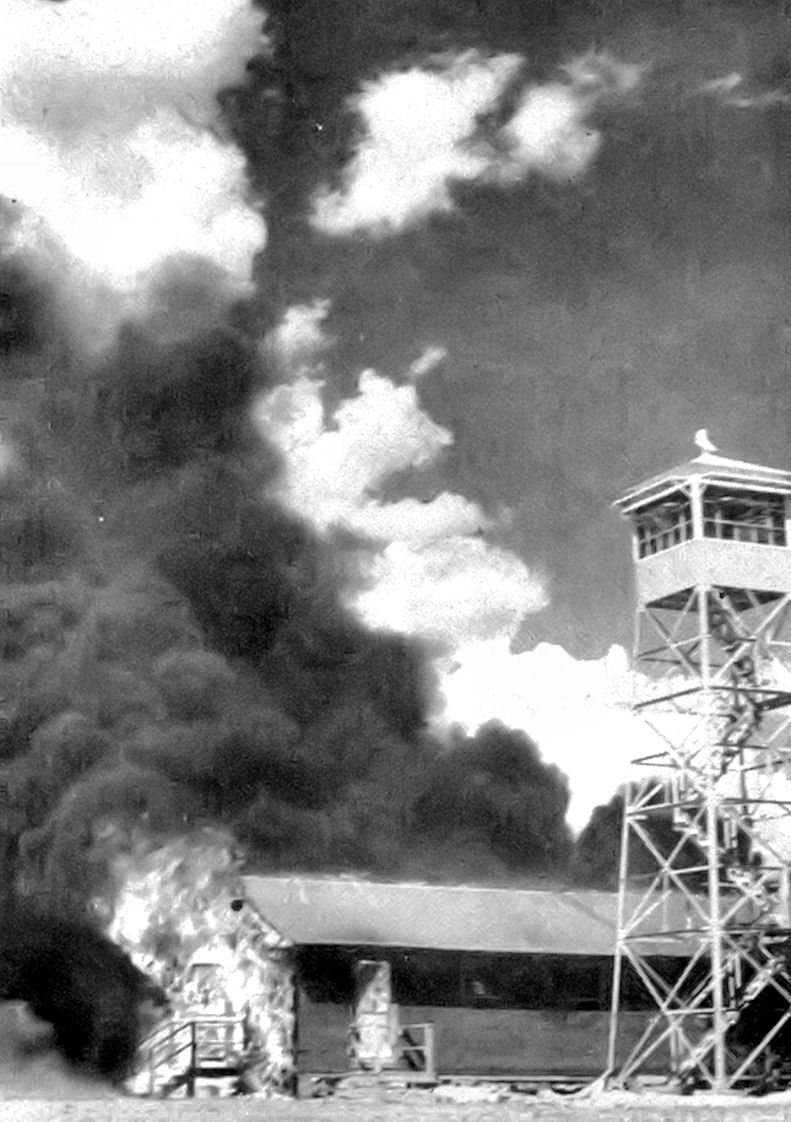
逃出來的蝙蝠引致基地起火

- 1943年3月，在美国空军司令部代表参与下，进行了第一次空投蝙蝠炸弹模拟实验，这次试验使用了180只蝙蝠炸弹，并成功的摧毁了模拟的建筑物。
- 1943年5月21日，进行了第二次空投蝙蝠炸弹模拟实验。固定了炸弹模型的3500只蝙蝠被分别装进5个箱子，由B-25轰炸机在1500米空中投掷。但此次试验未能成功，大部分蝙蝠未能从冬眠中苏醒过来，飞离箱子，被直接摔死了。
- 1943年6月8日，进行了最后一次空投蝙蝠炸弹模拟实验。大约使用了6000只蝙蝠炸弹，并发现了一些问题。例如，需要重新研制能空中延时开箱的新型降落伞，试验新的炸弹固定方法，研制更简单的点火器等。这项计划的成员卡尔上校在给美国军方的秘密报告中写到：“在大部分试验材料被大火燃毁后，试验结束了。”

实验过程中，由于工作人员粗心大意，致使房门大开，一些携带真正燃烧弹的蝙蝠飞走，落在试验基地车库上，车库连同里面的一辆将军坐的汽车，全部烧毁。

## 结局
实验结果表明，如果运用得当，蝙蝠炸弹确实是一种极具杀伤力的武器。但在这些蝙蝠“战士”被真正部署之前，美国就向广岛和长崎投放了原子弹，最终美国军方放弃了蝙蝠炸弹计划。